# Restare
59°19′56″N 18°6′45″Ø / 59.33222°N 18.11250°Ø
Restare er et mindesmærke på Ladugårdsgärdet i Stockholm og er tilegnet svenske civile og militære veteraner. Mindesmærket er skabt af skulptøren Monika Larsen Dennis og står umiddelbart sydøst for Villa Källhagen.

## Beskrivelse
Navnet kommer fra det latinske verb "restare", at blive, at hvile at blive tilbage. Mindesmærket er bygget på en hvid platform i kunststen (terrazzo) med en størrelse på 10,2x18 meter. Platformen er placeret over fundamentet af en ældre bygning som sandsynligvis stammer fra gården Hesslingeberg som blev revet ned i forbindelse med Stockholmsudstillingen 1930. På platformen findes intarsia af 10 millimeter brede rustfri stålbånd som skaber et mandalamønster. I midten af platformens står en to meter høj skulptur i hvid marmor formet som en ung kogle. Selve skulpturen vejer cirka 2,5 ton. På platformens nordlige side findes tre bænke udført i hvid kunststen. Mod Djurgårdsbrunnsviken findes tre trin og en kørestolsrampe som fører op på platformen.
Mindesmærket blev indviet 29. april 2013 i kong Carl XVI Gustafs nærvær. , den 29. april 2013 var den første officielle veterandag i Sverige. Pladsen benyttes årligt til fejring af veterandagen i Stockholm og andre mindeceremonier for veteraner fra den svenske udlandstjeneste i Försvarsmakten (samt den daværende Krigsmakten) og andet internationalt fredsbevarende arbejde.

## Andre mindesmærker i Djurgården
- En mindesbuste over Folke Bernadotte, skabt af den norske skulptør Solveyg W. Schafferer og rejst i september 2010.
- FN-monumentet, designet af Liss Eriksson og indviet i 1995.

## Billeder
- Kong Carl XVI Gustaf hylder svenske veteraner ved Restare på indvielsesdagen 29. maj 2013.
- Plattformen, skulpturen, mandalamønsteret og bænkene.
- Mandalamønstret.
- Mindesmonumentet med Djurgårdsbrunnsviken i baggrunden.
- Soldat gør honnør under Veterandagen 2015.